# Marcello Sorce Keller
Marcello Sorce Keller (Milano, 20 luglio 1947) è un etnomusicologo, musicologo e musicista italiano naturalizzato svizzero.

## Biografia
Nato a Milano da madre svizzera e padre italiano, si laureò in Sociologia a Milano. Successivamente conseguì un Ph.D in Musicologia all'Università dell'Illinois e si dedicò alla carriera accademica insegnando in università statunitensi (Università dell'Illinois Urbana e Chicago, Northwestern University) e italiane (Trento, Scuola di Musicologia e Pedagogia Musicale di Fermo, Conservatorio Giuseppe Verdi). Nel 1993 si trasferì a Lugano;  ha poi insegnato saltuariamente in alcune università europee (Svizzera, Malta), statunitensi e australiane.
Tra i temi che caratterizzano il suo pensiero: la rivalutazione del dilettantismo in musica, l'attenzione per i compositori minori, l'analisi delle caratteristiche costitutive delle musiche di tradizione orale, il rapporto tra musica classica e inibizione corporea, i problemi legati all'educazione musicale. Oltre che nel saggio Musica e sociologia, ha esposto le sue concezioni con articoli e recensioni su riviste di musicologia, contributi a opere di consultazione (Utet, Garzanti, Einaudi, Grove, Garland, Scarecrow Press, Lyrebird Melbourne); è noto inoltre presso il pubblico svizzero per  trasmissioni di argomento musicale che ha realizzato per numerosi anni per la Radiotelevisione della Svizzera italiana (RSI).

## Scritti principali
- Musica e sociologia: una breve storia, Milano: Ricordi, 1996, ISBN 88-7592-476-7
- Tradizione orale e canto corale: ricerca musicologica in Trentino; con un'appendice di musiche della Val di Fassa trascritte da Armando Franceschini, Sala Bolognese: Forni, 1991
- Note in libertà: storie di musica e musicisti, Lugano: Radiotelevisione della Svizzera Italiana - Rete Due, 2005, ISBN 88-6000-099-8
- (con Philip V. Bohlman e Loris Azzaroni), Antropologia della musica nelle culture mediterranee: interpretazione, performance, identità; alla memoria di Tullia Magrini, Bologna: CLUEB, 2009, ISBN 978-88-491-3166-6
- «Musica come rappresentazione e affermazione di identità». In: Tullia Magrini (a cura di), Universi sonori: Introduzione all'etnomusicologia, Torino: Einaudi, Coll. Piccola biblioteca Einaudi n. 207, 2002, pp. 187–210, ISBN 88-06-16137-7, ISBN 978-88-06-16137-8
- Piccola filosofia del revival. In Goffredo Plastino (a cura di): La musica folk. Storia, protagonisti e documenti del revival in Italia. Il Saggiatore, Mailand 2016, pp. 59–106.
- con Linda Barwick (eds.), Out of Place and Time: Italian and Australian Perspectives on Italian Music in Australia, Lyrebird, Melbourne, 2012.
- What Makes Music European – Looking Beyond Sound. Series: Europea, Ethnomusicologies and Modernities, Scarecrow Press, 2012.